# Когут Павло
Павло Когут (Когут Павло Васильович) (25 березня 1926, Конюхи — 22 листопада 2006, Маквіллер (Франція) — митрофорний  протоієрей УГКЦ, на душпастирську працю був призначений  на північний схід Франції у департаменти Ельзас та Лотарингія, де жив і працював від 21 вересня 1951 року. Створив «Українську Оселю» у Маквіллері, яка стала осередком українства і духовності не тільки для українців Ельзасу та Лотарингії, а для усієї Франції, Бельгії. Був відомий світовому українству. Коли визволили предстоятеля Української греко-католицької церкви Йосифа Сліпого, отець Павло його підтримував у справі єднання розсіяних українців у світі, а коли Україна здобула незалежність, зустрічав у себе тисячі українців, які приїжджали до Західної Європи.

## Життєпис
Народився  25 березня 1926 року у с. Конюхи Бережанського повіту — тепер  Тернопільського району Тернопільської області у сім’ї Василя і Ксенії (з роду Козак), в якій було ще троє синів — Йосип, Микола і Ярослав.  Мужнім і патріотичним був увесь рід Когутів, за що багатьох із цього роду закатували окупанти. Щоденна спільна молитва з батьками прищепила з дитинства хлопцеві любов до Бога. Уся родина Когутів належала до греко-католицької церкви. 
Школу  закінчив у рідному селі 1939 року.  Складав вступні іспити і був зарахований до гімназії у Бережанах. Перервав навчання у 1942 році. У 1942–44 роках був на стажуванні у лісництві Рай-Бережани і паралельно відвідував Державну лісову школу у Болехові, яку закінчив і здобув кваліфікацію лісничого.
Через воєнні дії подався на Захід: у 1944 році 18-річним хлопцем з хлібиною у сумці, випровадила його мати в ліс, наказала іти на Захід і не повертатися.

### Навчання за кордоном
Спершу перебував на території Словаччини, пізніше — Чехії й Австрії, дійшов до Німеччини, де пережив закінчення війни. Голодував так часто, що мрії про те, щоб врешті наїстися, не давали спокою молодому хлопцеві. Останній рік війни Павло Когут пережив у рядах німецьких «Юнаків протиповітряної оборони».
У Карлсфельді біля Мюнхена у таборі українських біженців влітку 1945 року пластовий сеньйор Олесь Бережницький організував понад 70 хлопців в один з найбільших юнацьких куренів — ім. полковника Івана Богуна. Між ними був Павло. Він добре почувався в колі своїх друзів пластунів, тим більше, що з деякими з них служив у «Юнаках». «Пласт» його захоплював. Зі своїм гуртком і куренем мав нагоду їздити поїздом в Альпи, полюбив мандрувати горами. До організації був прийнятий 1 листопада 1945 року. Член куреня «Орден Хрестоносців»,  де отримав псевдо «Лицар Клюска».  Пластуном він залишився на ціле життя.
У таборі зорганізували українську гімназію, де Павло продовжував науку і склав іспит (матуру) з матеріалу, охопленого основною навчальною програмою вибраних предметів на рівні середньої школи. Довідався, що професори Львівської Богословської Академії відновили її у старовинному замку неподалік Гіршберга (Тюрингія). Павло вступив на студії теології. Після двох років (1946-1948) Академію перенесли до Голландії, у місто Кулємборг (1948-50). Туди також переїхав Павло. Однак, з часом студенти і професори почали виїздити до США і Канади. Академію закрили, ще поки Павло дійшов до останнього року. Йому порадили повернутися до Мюнхена і вступити до німецької  латинської семінарії при Мюнхенському університеті Людвіга-Максиміліана у Фрайзінґу. Тут  жив в одній кімнаті із Йозефом Алоїсом Ратцінґером (майбутнім Папою Венедиктом XVI), якому багато розповідав про Україну і Українську Греко-Католицьку Церкву. В роках 1950 і 1951 відбув Міжнародний вишкільний скаутський табір для студентів богослов’я в м. Енґелберґ (Швейцарія).

### Священича діяльність
Ієрейські свячення одержав 1 липня 1951 року у Мюнхені-Рамерсдорф. Святителем був Преосвященний Кир Іван Бучко — Архипастир Скитальців.
На душпастирську працю 25-річний священник був призначений на північний схід Франції у департаменти Ельзас  та  Лотарингія, де жив  і працював  від 21 вересня 1951 року.  Не мав коштів на авто, щоб відвідувати віддалені й розпорошені українські громади, тому купив мотоцикл, чим здивував своїх парафіян. 
12 липня 1975 року в рамках Ювілею Святого Року в Римі, центрі Апостольської Столиці, відбулася св. Літургія у базиліці св. Петра. Присутніми були близько 2000 прочан. У цьому богослуженні головними дияконами були о. крил. Павло Когут з Франції та о. Роман Набережний з Канади.
Стараннями о. Павла Когута, створилася нова Місія Сестер Служебниць Непорочної Діви Марії у Маквіллері, де сестри під час канікул вели оселю для дітей, а упродовж року — апостольсько-місійну працю в Страсбурзькій окрузі. У Маквіллері сестри працювали від 25 червня 1965 року по 7 грудня 2005 року. У 1981 році постала нова Місія Сестер СНДМ у Лурді. Цю Місію відкрили стараннями о. Василя Прийми і о. Павла Когута.

### Релігійно-громадська діяльність
Навесні 1977 року в Антверпені (Бельгія) у рамках  музичного  фестивалю відбувся виступ  «Візантійського Хору» (складеного із голландців, засновник і диригент професор Утрехтського університету Мирослав Антонович) з концертом-вечірнею. Українська вечірня, виконана хором і солістами в формі повного Богослуження, бо з священником о.деканом Павлом  Когутом, справила велике враження на людей різних прошарків: фахівців і звичайних учасників фестивалю.
Отець  жив Україною,  її потребами.  Працював  над багатьма освітньо-виховними проєктами. Павло Когут у списку жертводавців  Центру Родини Фонду святого Володимира (Львів).
Стоїть і у Львові подарунок о. П. Когута — скульптура Юрія Крука «Емігрант», якому Львів донині не може знайти гідного місця.
Отець Павло запрошував до себе українських артистів. У 1993 році організував турне хору «Надія Церкви» Львівської духовної семінарії Святого Духа до Франції.
1994 року Орест Сліпак (старший брат Василя Сліпака), аспірант медінституту, перебуваючи на конгресі кардіологів у Франції, познайомився з о. Павлом Когутом, який скерував його до редакції «Українського слова» у Парижі, де зустрів директора тижневика Ярослава Мусяновича, доктора медицини. Професор, приймаючи Ореста у власній оселі, розповідав про культуру та паризьке життя, познайомив із композитором українського походження Мар'яном Кузаном, наполегливо рекомендував залишити касету із записом Василя композиторові. За місяць Василеві Сліпаку надійшло запрошення від оргкомітету одного з найбільших музичних фестивалів у м. Клермон-Феррані (Франція). На 10 Міжнародному конкурсі ораторії і пісні «Гран-Прі France Telecom» (1994) у м. Клермон-Феррані (Франція) Василь Сліпак був єдиним із конкурсантів, хто співав свої рідні пісні в обробці Л.Ревуцького та М.Лисенка. Здобув Гран-прі й Гран-прі глядацьких симпатій. Дебют у Клермон-Феррані був справжньою сенсацією. Успішний виступ на конкурсі, прослуховування у відомих фахівців Паризької академії виявились вирішальними у творчій долі молодого співака, бо цим підтверджено оригінальність його голосу.
На запрошення отця у Франції у 1996 році побував дитячий зразковий хор «Херувими», що при церкві Св. Онуфрія (Львів).  Колектив взяв участь у заходах, приурочених 400-літтю Берестейської унії.  Хор виступив із рядом концертів і взяв участь у десяти Богослужіннях.
За сприяння священника Страсбург (Франція) двічі відвідав катедральний хор «Покров» УГКЦ Покрови Пресвятої Богородиці і св. Андрія Первозванного (Мюнхен), керівник – Станіслав Чуєнко.
Щороку під час Зелених Свят за Григоріанським календарем отець Павло Когут організовував масові зустрічі українців зі Східної Франції, а також з Німеччини, Швейцарії та Бельгії. Вони мали завжди конкретну ціль: роковини Тараса Шевченка, Івана Франка, Лесі Українки, вшанування невинних жертв Голодомору, відвідини Блаженнішого Йосифа Сліпого, 1000-ліття Хрещення Руси-України та інші важливі події. Осередком українства і духовності не тільки для українців Ельзасу та Лотарингії, а для усієї Франції, Бельгії, подорожніх з України стала «Українська Оселя».

#### «Українська Оселя» у Маквіллері
З допомогою вірян о.Павло придбав і відбудував у Маквіллері закинутий триповерховий старовинний замок. Наполеглива жертвенна праця отця перетворила понищений будинок на квітучу українську оселю.
Освячення «Української Оселі» урочисто відбулося 1964 року. З того часу «Оселя» отця Павла діяла як місце зустрічей, знайомств, відпочинку, духових ре колекцій і приймала гостей з усього світу. В 1970 році побував Бл.п. Патріарх Йосиф Сліпий. Тут є каплиця, в якій постійно лунають молитви за Україну, за уряд, за Президента, за всіх у потребі.
В «Оселі» побували учасники хору «Трембіта», капела «Думка», народна хорова капела «Мрія» Львівського торговельно-економічного  університету, яка дотримується постулату отця Павла, що вважає молитвою не лише духовну, а й народну пісню, бо вона звеличує душу, приносить людям радість.

##### Літні табори
о. Павло почав організовувати літні табори для української молоді з Франції, де плекали рідну мову, культуру,  вивчали історію, не тільки влітку, а протягом цілого року. Там панував пластовий дух. Була дисципліна. Завжди були поставлені шатра для старшого новацтва, а менші діти мали свої кімнати в будинках. Там були ранішні і вечірні збірки, де відбувалася спільна молитва. Зранку — «Боже Великий», а ввечері — «О Мати Божа». Щонеділі і кілька разів упродовж тижня відправляли св. Літургію. Відбувались численні розмови зі спільним співом. Часто то були пластові і навіть стрілецькі пісні: «Гей, пластуни, гей, юнаки», «Ой у лузі червона калина» та інші. Діти ходили по Ельзаському регіоні на більші кількаденні мандрівки з шатрами. Починаючи з літа 1982 року, будучи семінаристом в Римі, Борис Ґудзяк працював в отця Павла. Пізніше їздив до Маквіллера кілька разів.
Табір був для дітей домом, де їх вчили любити, бути дружніми, допомагати один одному та працювати на благо табору та для інших. о. Павло Когут вчив дітей катехизації та служив Літургії — він був для них батьком, інколи суворим, та завжди усміхненим душмастирем. Табір проіснував до 1994 року. Після того, як Україна здобула незалежність, українці рідше приїжджали на зустрічі. Останні роки отець Когут вже не мав гучних таборів та енергійної молоді. Понад кільканадцять років Український центр в Маквілері пустував, проте вже у 2018 році відбулося чимало змін.
Обов’язково гостював у Маквіллері кожен українець, який здійснював паломництво в Лурд.

#### Церква Успіння Пресвятої Богородиці у Лурді
У 1955 році о. Павло для старших людей почав організовувати кожного літа прощу до відпустового міста Лурда. На початку 70-их років виникла ідея збудувати у Франції власну українську церкву візантійського стилю, а поблизу придбати готель, щоб українські прочани мали власне приміщення. 
Ініціатором спорудження українського храму в Лурді був патріарх Йосиф Сліпий, який за десять років до початку будівництва храму відвідав місто. Священник Павло Когут почав допомагати о. Василю Приймі від 1980 року в будівництві храму і збирав добровольців для будівельних робіт, які тривали 2 роки.  
Розписував храм  польсько-український  художник, іконописець Єжи Новосельський, якого вважають одним з найкращих художників і теоретиків ікони другої половини XX століття. Переважна більшість його творів — розписані церкви. Єдина церква його авторства поза кордонами Польщі — це церква Успіння Пресвятої Богородиці у Лурді, яку його запросив розписувати отець Павло Когут. Митець розмалював церкву за 4 місяці — з січня по квітень 1984 року. Його поліхромія сподобалася французам і багатьом гостям, але не господарям. Уже збирали гроші на нову поліхромію, але завдяки о.Павлові Когуту і професорові  Петру Скрійці з Кракова, вдалось розпис зберегти. За 35 років у Лурді змінилося четверо постійних капеланів – о. Павло Когут (1982-1988).

#### Допомога  рідному селу Конюхи
29 червня 2005 року в Тернопільській  ОДА відбулася зустріч керівника Тернопільщини із отцем-подвижником. Ініціатива відзначення 90-річчя бою під Конюхами, який відбувся у 1917 році, дістала підтримку Івана Стойка.
Отець Павло ще за життя забажав, щоб у селі Конюхи була прославлена доля тих Січових Стрільців, що віддали своє життя за Українську Державу.
Влітку 2006 року відзначив 55-ліття священства. На цьому святі побувала солістка Тернопільської обласної філармонії Любов Ізотова та хор «Журавка» зі села Острів Тернопільського району.
У жовтні 2006 року о. Павло приїжджав до України. Відвідав родичів, побував у рідному селі, де збирався поставити пам’ятник Січовим Стрільцям. Зустрівся з керівниками області, бо планував влітку 2007 року організувати святкування 90-річчя Українського Січового Стрілецтва, провести Всеукраїнський фестиваль стрілецької та повстанської пісні. Із 2007 року за ініціативи отця Павла Когута у Конюхах проводиться фестиваль стрілецької та повстанської пісні «На хвилях Корси».
19 листопада 2006 року отець Павло Когут ще брав участь у відзначенні річниці Голодомору в Парижі та у Святій Літургії, яку в соборі Паризької Богоматері очолював владика Михаїл Гринчишин.
Найстарший український священник-емігрант, однокурсник Папи Римського Бенедикта XVI отець Павло Когут помер 22 листопада 2006 року у лікарні французького містечка Маквіллер. Причиною смерті став серцевий напад. Похорон відбувся 30 листопада 2006 року у Маквіллері. Попрощатися з покійним приїхав Кардинал Любомир Гузар.